# Raión de Hertsa
Raión de Hertsa (en ucraniano: Герцаївський район; en rumano: Raionul Herța) fue un raión o distrito de Ucrania en el óblast de Chernivtsí.
Comprende una superficie de 316 km².
La capital era la ciudad de Hertsa.

## Demografía
Según estimación de 2013 contaba con una población total de 32.699 habitantes, más del 90% de los cuales eran rumanos; según el censo de 2001 el 91,5% de los habitantes se identificaban como rumanos; el 2,3% como moldavos, el 5% como ucranianos, el 0,9% como rusos y el 0,3% como polacos.

## Otros datos
El código KOATUU era 7320700000. El código postal 59200 y el prefijo telefónico +380 3740.